# كيمة (العدين)

تعديل مصدري - تعديل

كيمة محلة تابعة لقرية الثجع، التابعة لعزلة جبل بحري بمديرية العدين إحدى مديريات محافظة إب في الجمهورية اليمنية.، بلغ تعداد سكانها 60 حسب تعداد اليمن لعام 2004.